# Козаки ІІ: Наполеонівські війни
Козаки 2: Наполеонівські війни — відеогра жанру стратегії в реальному часі, заснована на подіях XVIII — XIX століть, створена українською студією GSC Game World. Вийшла у квітні 2005 року.

## Ігровий процес
У порівнянні з попередніми іграми серії, ця гра зазнала великих змін у графіці, геймплеї (кардинально змінено систему поведінки юнітів (додано втому, бойовий дух (наслідки — паніка, піднесення відповідно)), складність проходження деяких територій (боліт, лісів), залежність міткості стрільби від відстані і перешкод. Тепер групування військ має більше значення коштом бойового духу, було зменшено кількість місій, але кожна з них була пов'язана з певною історичною подією, яка вплинула на хід історії Європи (наприклад, Лейпциг), але є доступ до незчисленних завантажуваних карт, які можна знайти на файлообмінниках. Також додано ігровий режим «Битва за Європу», в якому необхідно керувати дипломатичними стосунками з іншими країнами, пересуванням військ, підвищувати рівні захисту секторів, але, також, є можливість не загубити вміння керування військом у сутичках між вами і полководцями інших держав, нападі на захисний гарнізон іншої нації для зайняття сектору. Також покращено Штучний інтелект автоматизованих юнітів (військові юніти тепер використовують перешкоди в тактичних цілях).
Представлено 6 націй: Франція, Британія, Австрія, Росія, Пруссія та Єгипет. Кожна з них має свої характерні відмінності: особливості розвитку, бойові можливості, своїх юнітів, особливий архітектурний стиль будівель.
Наполеонівський період відомий нам як етап становлення «цивілізованої» війни — війни бойовими шикуваннями. На цьому принципі будується тактична частина «Козаків 2», де на полі битви вирішальну роль грають саме бойові шикування, тоді як одиничні юніти вже неефективні. Гравцям належить провести свою армію до перемоги через битви з участю до 64 000 юнітів, що практично відповідає масштабам реальних баталій.

### Колективна гра
Мультиплеєр було представлено двома режимами: класичний Skirmish (Битви) і Баталії, що були реставрацією історичних битв, які реально відбувалися. Як у мережевій, так і в Інтернет-грі можливо було брати участь одночасно до 7 чоловік. Крім того, через Інтернет існувала можливість зіграти в режим Рейтингової гри — на карті Європи поборотися з іншим супротивником сам на сам у режимі skirmish. Сервери для колективної гри були відключені, тому на сьогодні можливість гри через інтернет відсутня.

## Актуальні особливості гри (2012 рік)
1. Продовження хіта 2001 року на новому графічному двигуні
2. 3D ландшафт (True Color), що дає величезні тактичні можливості
3. Висвітлення європейських військових конфліктів 19-го століття, війни Наполеона
4. Битви в реальному історичному масштабі з участю до 64 000 юнітів на карті
5. 6 ігрових націй: Франція, Британія, Австрія, Росія, Пруссія, Єгипет
6. Понад 150 унікальних юнітів і 180 видів будівель
7. Історично достовірні кампанії, герої — історичні особи
8. Спрощена система управління армією і економікою
9. Розширені бойові шикування і тактичні прийоми
10. Реалістична передача чинників бойового духу і втоми

## Розробка і маркетинг
Рекламний бюджет гри «Козаки II: Наполеонівські Війни» склав 78 тисяч доларів. Оскільки „Козаки“ — це національний продукт, тому від початку планувалося витратити певний об'єм коштів на рекламу в Україні, вона була представлена величезним відеобордом на вулиці, рекламою в Київському метро, а також презентацією для журналістів. Усього бюджет розробки гри становить 750 тисяч доларів.

## Аддон
2006 року відбувся реліз продовження гри «Козаки II: Наполеонівські Війни» — Козаки 2: Битва за Європу. Гра працює без необхідності встановлення оригінальної гри. Особливістю цього доповнення є поява трьох нових націй — Варшавське герцогство, Іспанія і Рейнський союз, трьох нових історичних місій (Бородінська битва, Битва під Лейпцигом 1813, Битва при Ватерлоо) та чотирьох нових кампаній. З'явилась можливість грати на деяких картах до 6 гравців, а також трохи змінено баланс націй.